# والتر واز
والتر واز (انگلیسی: Walter Vaz؛ زادهٔ ۲۴ مهٔ ۱۹۹۰) بازیکن فوتبال اهل فرانسه است.